# Vestre Aker
Vestre Aker (Aker Ocidental) é um distrito da cidade de Oslo, Noruega. Tem uma população de 49.153 a partir de 2019.
O município de Aker anterior foi fundido na cidade de Oslo em 1948.

## Descrição
O distrito de Vestre Aker foi organizado como parte da reforma de 1 de janeiro de 2004. Os municípios anteriores de Vinderen e Røa passaram a fazer parte do novo distrito de Vestre Aker. O distrito de Vestre Aker não corresponde à paróquia de Vestre Aker da Igreja da Noruega, que fica a leste do distrito de Vestre Aker. O distrito de Vestre Aker pertence às paróquias de Ris, Røa e Voksen da Igreja da Noruega.
Situado na encosta oeste do centro da cidade, Vestre Aker é conhecido por ser uma das partes mais ricas de Oslo.

## Distritos
A cidade consiste nos seguintes distritos tradicionais de Oslo:
- Holmenkollen, o local do salto de esqui em Holmenkollen
- Tryvann
- Vinderen
- Røa
- Sørkedalen
- Smestad, Oslo